# Potamone di Alessandria
Potamone di Alessandria (in greco: Ποτάμων) (Alessandria d'Egitto, ... I secolo a.C. – ...; fl. I secolo a.C.-I secolo I secolo) è stato un filosofo eclettico greco antico.

## Biografia
Secondo Diogene Laerzio, Potamone fondò "non molto tempo fa" una setta filosofica eclettica, il che potrebbe significare che il filosofo visse intorno al II secolo. D'altra parte la Suda afferma che Potamone visse nell'età di Augusto, dunque verso la fine del I secolo a.C.
Sempre secondo Diogene Laerzio, Potamone avrebbe combinato dottrine derivate da varie scuole filosofiche (platonismo, peripateticismo, stoicismo, ecc.) insieme alla sua visione. Secondo la Suda scrisse un commentario sulla Repubblica di Platone.
Non ci sono motivi per associare Potamone di Alessandria al Potamone citato da Porfirio nella sua Vita di Plotino (§ 9)..